# New Hampshire
New Hampshire (phát âm là Niu Ham-Sờ, S nặng) là một tiểu bang thuộc vùng New England ở phía đông-bắc của Hoa Kỳ, tiếp giáp với tỉnh bang Quebec của Canada. Tiểu bang này bảy vùng khác nhau: Seacoast, Dartmouth - Lake Sunapee, Lakes Region, Merrimack Valley, Monadnock Region, White Mountains và Great North Woods.
Đây là nơi sinh của Tổng thống Franklin Pierce (tại Hillsboro).

## Liên kết ngoài

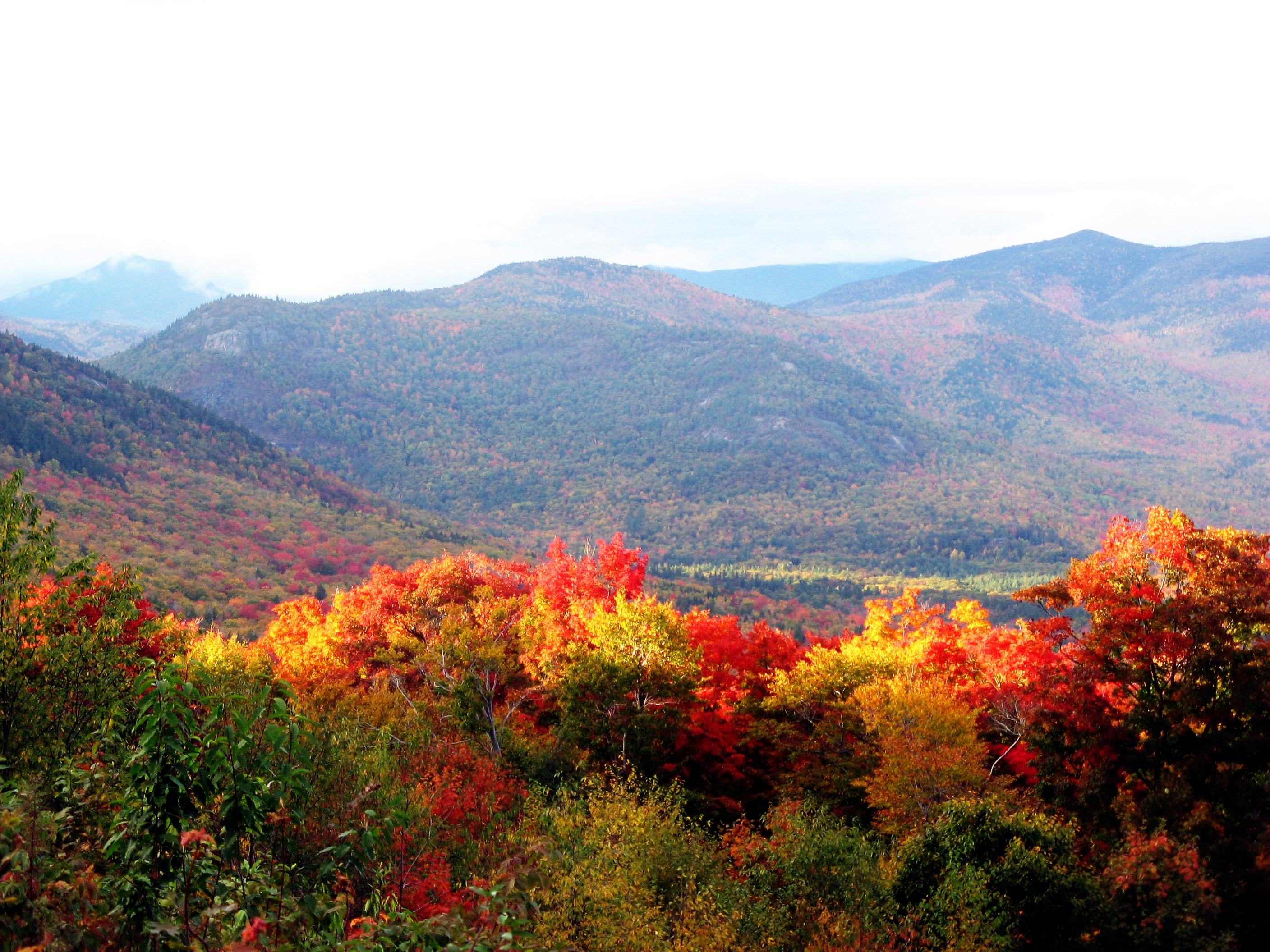
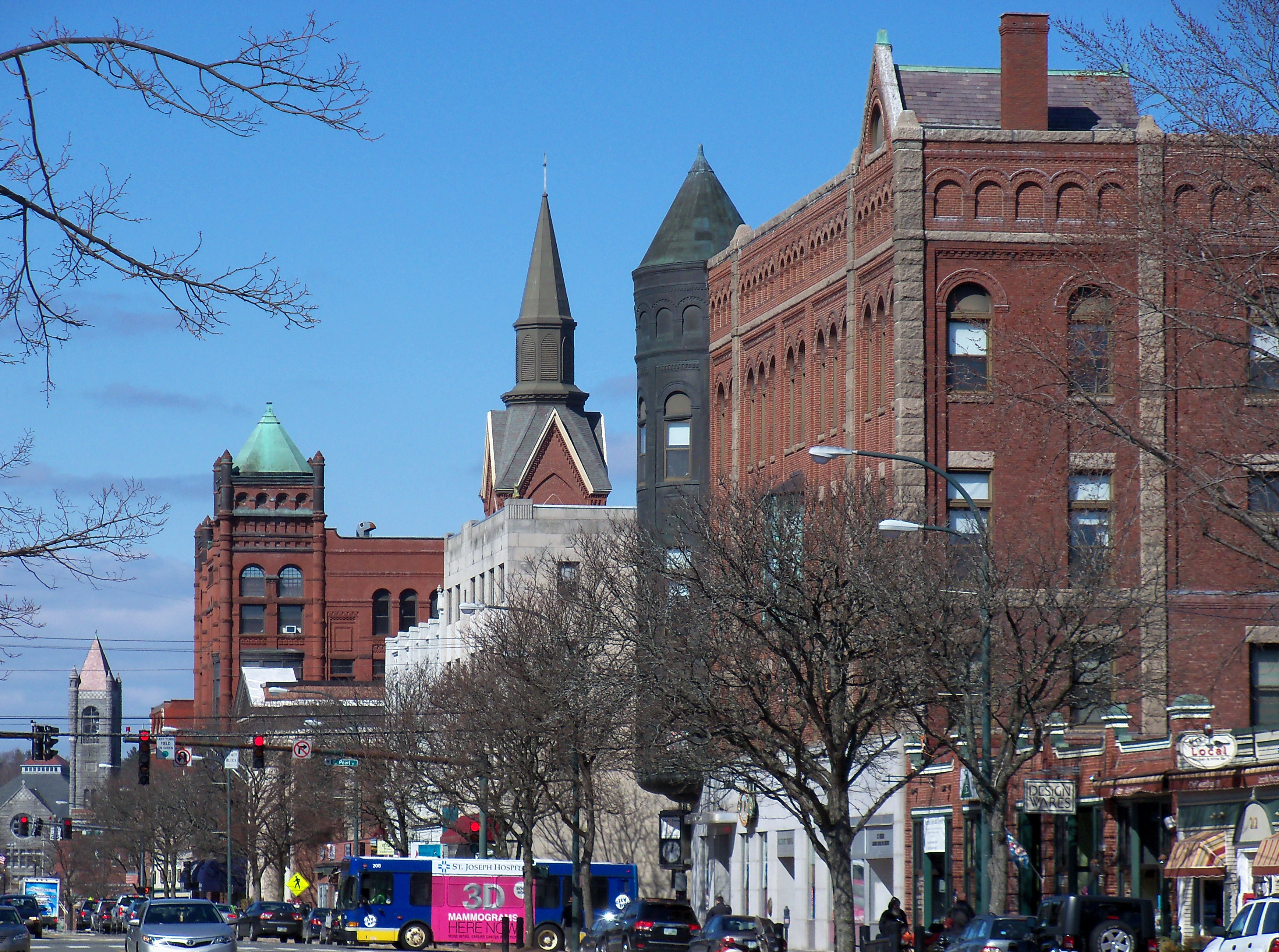
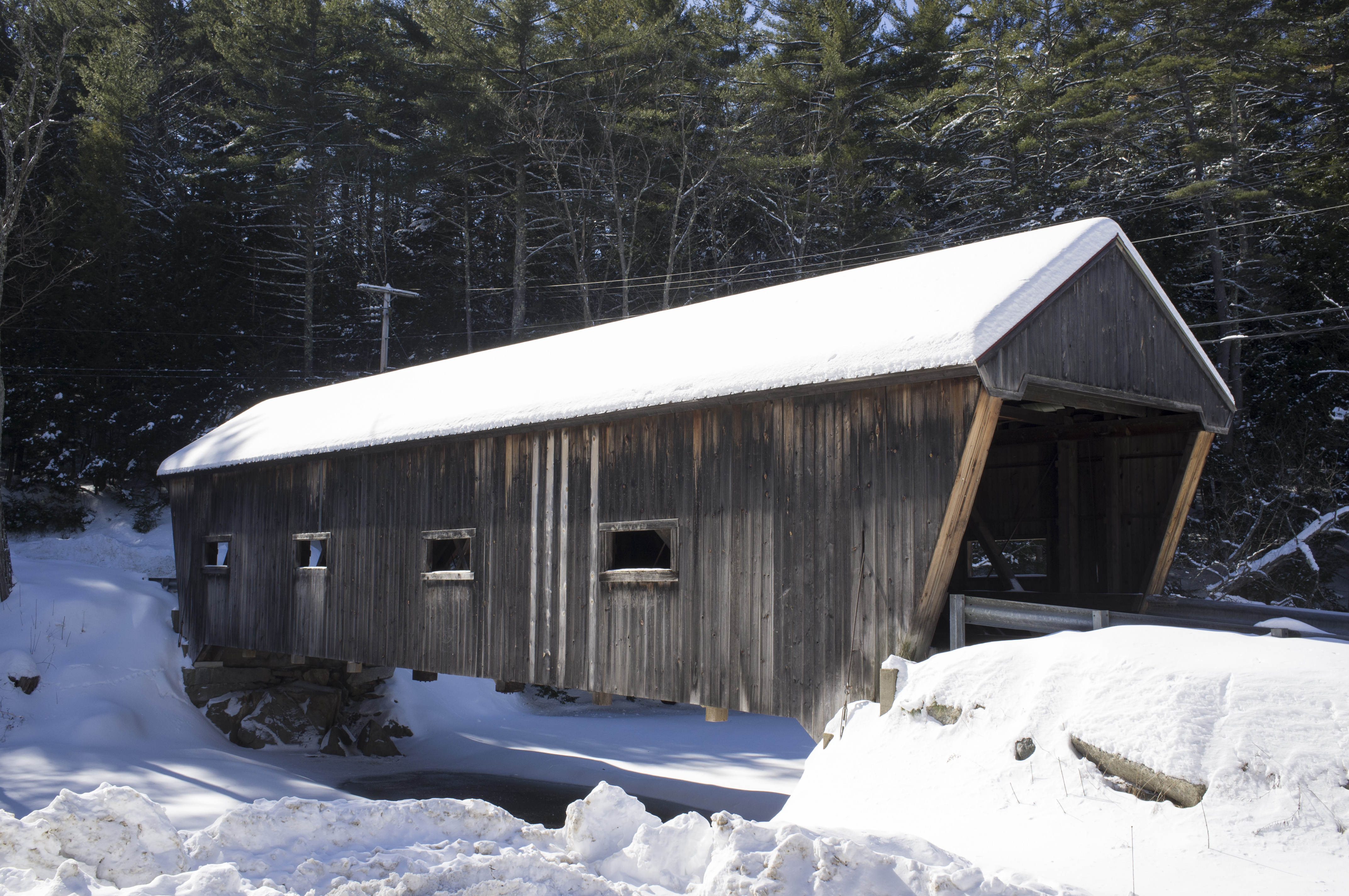